# لعنة جزيرة البلوط
لعنة جزيرة البلوط (بالإنجليزية: The Curse of Oak Island)‏ هو مسلسل تلفزيوني واقعي متعدد المواسميروي قصة فريق انتقائي من الباحثين عن الكنوز وبحثهم عن الكنز الأسطوري في جزيرة أوك، قبالة شاطئ نوفا سكوشا بكندا. إنه إنتاج تلفزيوني أمريكي تم عرضه لأول مرة في كندا على شبكة هستوري في 6 يناير 2014. يعرض العرض ما يُعرف باسم لغز جزيرة أوك، حيث يُظهر الجهود المبذولة للبحث عن القطع الأثرية والكنوز التاريخية.

## نظرة عامة على السلسلة
| الموسم | الموسم | الحلقات | الحلقات | البث الأصلي    | البث الأصلي    |
| الموسم | الموسم | الحلقات | الحلقات | البث الأول     | البث الأخير    |
| ------ | ------ | ------- | ------- | -------------- | -------------- |
|        | 1      | 5       | 5       | 5 يناير 2014   | 9 فبراير 2014  |
|        | 2      | 10      | 10      | 4 نوفمبر 2014  | 13 يناير 2015  |
|        | 3      | 13      | 13      | 10 نوفمبر 2015 | 2 فبراير 2016  |
|        | 4      | 16      | 16      | 15 نوفمبر 2016 | 21 فبراير 2017 |
|        | 5      | 18      | 18      | 7 نوفمبر 2017  | 6 مارس 2018    |
|        | 6      | 23      | 23      | 13 نوفمبر 2018 | 7 مايو 2019    |
|        | 7      | 23      | 23      | 2 نوفمبر 2019  | 28 أبريل 2020  |
|        | 8      | 25      | 25      | 10 نوفمبر 2020 | 4 مايو 2021    |
|        | 9      | 25      | 25      | 2 نوفمبر 2021  | 3 مايو 2022    |
|        | 10     | سيُعلن   | سيُعلن   | 15 نوفمبر 2022 | سيُعلن          |

### ما وراء جزيرة البلوط
| الموسم | الموسم | الحلقات | الحلقات | البث الأصلي    | البث الأصلي   |
| الموسم | الموسم | الحلقات | الحلقات | البث الأول     | البث الأخير   |
| ------ | ------ | ------- | ------- | -------------- | ------------- |
|        | 1      | 8       | 8       | 17 نوفمبر 2020 | 26 يناير 2021 |
|        | 2      | 9       | 9       | 4 يناير 2022   | 22 مارس 2022  |
|        | 3      | 12      | 12      | 4 أكتوبر 2022  | 31 يناير 2023 |

## روابط خارجية
- لعنة جزيرة البلوط على موقع IMDb (الإنجليزية)
- لعنة جزيرة البلوط على موقع روتن توميتوز (الإنجليزية)
- لعنة جزيرة البلوط على موقع كينوبويسك (الروسية)
- لعنة جزيرة البلوط على موقع قاعدة بيانات الفيلم (الإنجليزية)